# Entführt (1938)
Entführt ist ein US-amerikanischer Abenteuerfilm nach einer Romanvorlage von Robert Louis Stevenson. Im deutschen Verleih wird der Film auch als Der kleine Lord 2 vermarktet.

## Handlung
Der verwaiste David Balfour muss zu seinem Onkel Ebenezer Balfour. Um sich das Erbe des Jungen zu sichern, verkauft er David an Piraten, die ihn in die amerikanischen Kolonien als Sklaven bringen sollen.
Auf dem Schiff begegnet er aber dem Jakobiten Alan Breck, der seinem Schicksal eine andere Wendung gibt.

## Produktionshintergrund
Der eigentlich verpflichtete Regisseur Otto Preminger stand zu diesem Zeitpunkt erst am Anfang seiner Karriere als Regisseur im Hollywood. In seiner Autobiografie schrieb er, überrascht gewesen zu sein, nach mehreren B-Movies für eine aufwendige Produktion wie diese als Regisseur verpflichtet worden sein. Nach zwei Wochen Dreharbeiten gerieten Preminger und Darryl F. Zanuck, der Studiochef von 20th Century Fox, in einen Streit über Drehbuchpassagen, die angeblich Preminger ohne vorherige Absprache entfernt hatte. Nachdem der Streit lautstark wurde und Preminger sich nicht entschuldigen wollte, wurde er gefeuert und durch Alfred L. Werker ersetzt. Preminger hatte nach eigenen Angaben im Anschluss Schwierigkeiten, in Hollywood Fuß zu fassen, und drehte nach mehreren Jahren als Theaterregisseur erst 1943 wieder einen Film.

## Deutscher Verleihtitel
1936 hatte der Kinderstar Freddie Bartholomew einen Welterfolg mit Der kleine Lord. Aus diesem Grund entschied sich der deutsche Verleih, den Film als zweiten Teil des ersten Erfolges zu vermarkten.

## Kritiken
Ann Ross schrieb in einer zeitgenössischen Kritik im Magazin Maclean’s, es handele sich um ein „ordentliches Historienmelodram“, das gute Unterhaltung biete, aber keine gelungene Adaption von Stevensons Roman sei. Die besten Stellen des Filmes seien diejenigen, die getreu der Vorlage von Stevenson blieben. Es zeige sich, dass Stevenson offenbar besser für den Film schreiben könne als eine Riege an Hollywood-Drehbuchautoren zusammen. Ross lobte die Filmsets, die Kameraarbeit sowie insbesondere den Großteil der Besetzung als gut, bis auf Arleen Whelan, die zwar hübsch aussehe, aber nicht viel zum Gelingen des Films beitrage.
Der Filmblogger John Beifuss schrieb 2012, dass die „Hollywoodisierung“ von Stevensons Geschichte den Zuschauer mitunter frustieren könne. Von diesen Schwächen könne einen aber die schattenreiche, atmosphärische Kameraarbeit von Gregg Toland ablenken. Ebenso bestehe die Besetzung aus einer „Hall of Fame an Charakterdarstellern“.